# Sarcotragus tuberculatus
Sarcotragus tuberculatus är en svampdjursart som först beskrevs av Polejaeff 1884.  Sarcotragus tuberculatus ingår i släktet Sarcotragus och familjen Irciniidae.
Artens utbredningsområde är Sydaustralien. Inga underarter finns listade i Catalogue of Life.